# Qualitative Bewusstseinstrübung
Die (qualitative) Bewusstseinstrübung oder Bewusstseinseintrübung (englisch clouding of consciousness) ist eine Bewusstseinsstörung. Sie geht mit Störungen von Aufmerksamkeit, Gedächtnis und Orientierung einher und ist Leitsymptom des Delirs. Betroffene können das Erleben ihres Selbst und ihrer Umwelt nicht korrekt verarbeiten, sie wirken häufig verwirrt, abwesend und nicht klar. 
Im neurologischen Bereich wird mit Bewusstseinstrübung auch eine eingeschränkte Wachheit beschrieben, siehe dazu quantitative Bewusstseinsstörungen. Dauerhafte Einschränkungen der geistigen Leistungsfähigkeit werden als Brain Fog bezeichnet.

## Ursachen
Die Bewusstseinstrübung ist charakteristisch für ein Delir, also eine körperlich bedingte Psychose. Es kann auch bei Drogenkonsum, Schädel-Hirn-Verletzungen, Stoffwechsel-Entgleisungen, dem Oneiroid-Syndrom, im Rahmen von Psychosen und anderen Erkrankungen auftreten.

## Symptome
Bei Betroffenen ist die Orientierung zu Ort, Zeit und Person eingeschränkt oder nicht mehr vorhanden. Das Verständnis des Selbst und der Umwelt ist beeinträchtigt, Zusammenhänge werden nicht erkannt oder verkannt. Einzelne Teile des Erlebens können nicht mehr miteinander verknüpft werden. Das Gedächtnis ist bei dem Zugriff auf bestehende und der Anlage neuer Erinnerungen gestört.
In der Folge kommt es auch zu Änderungen des Verhaltens und der Interaktion mit einer Abwendung von der Außenwelt. Die Ansprechbarkeit und Mitteilungsfähigkeit ist verringert, Betroffene können die Aufmerksamkeit nicht gezielt halten. Sie wirken auf Außenstehende verwirrt und abwesend.

## Diagnostik
Die Diagnose erfolgt durch Fremdbeurteilung. Die neuropsychologische Untersuchung ist durch den Zustand häufig erschwert, beispielsweise bei der Anamneseerhebung.
Die Bewusstseinstrübung war bzw. ist nach DSM-III und ICD-10 ein diagnostisches Kriterium des Delirs. Aufgrund der schwierigen Operationalisierung wurde mit der revidierten Version von DSM-III das Kriterium auf Bewusstseinsstörungen mit gestörter Aufmerksamkeit erweitert.